# Молокаї
О́стрів Молока́й (англ. Molokai) — п'ятий за величиною острів архіпелагу Гаваї, приблизно 673 км². Острів має 61 км в довжину і 16 км в ширину. Острів Молокай розташований 40 км на схід від Оаху через Каійі Чанел (англ. Kaiwi Channel " Канал Каійі "), Станом на 2000 року населення острова Молокай становило 7 404 жителів.